# Them
Them byla severoirská protopunková skupina, která vznikla v Belfastu v dubnu roku 1964, nejvíce známá pro svoji píseň „Gloria“, kterou předělalo mnoho interpretů, včetně Patti Smithové. V této skupině zahájil hudební kariéru zpěvák Van Morrison. Skupina byla ve Spojených státech jako součást britské invaze.

## Diskografie

### Singly
- 1964: „Don't start Crying Now“ / „One Two Brown Eyes“
- 1964: „Baby Please Don't Go“ / „Gloria“
- 1965: „Here Comes The Night“ / „All for Myself“
- 1965: „One More Time“ / „How Long Baby“
- 1965: „I'm Gonna Dress In Black“ / „(It Won't Hurt) Half As Much“
- 1965: „Mystic Eyes“ / „If You And I Could Be As Two“
- 1966: „Call My Name“ / „Bring 'em On In“
- 1966: „Richard Cory“ / „Don't You Know“

### Alba
- 1965: The Angry Young Them (Decca)
- 1966: Them Again (Decca)
- 1968: Now and Them (Tower)
- 1968: Time Out, Time In, for Them (Tower)
- 1969: Them (Happy Tiger)
- 1970: The World of Them (Decca)
- 1972: Bad or Good (Decca)
- 1972: Them Featuring Van Morrison (London)
- 1973: The Beginning (Decca)
- 1974: Backtrackin (Decca)
- 1975: It's All Over Now, Baby Blue (Nova)
- 1978: Belfast Gypsies – Legendary Master Recordings (Sonet)
- 1979: Shut Your Mouth (Strand)
- 1997: The Story of Them Featuring Van Morrison (The Decca Anthology 1964–1966) (2 CD, Decca/Deram)